# Émile Albrecht
Émile Albrecht (* 1897; † 11. Februar 1927 in St. Moritz) war ein Schweizer Ruderer, der 1924 zwei olympische Medaillen gewann.

## Werdegang
Bei den Olympischen Spielen 1920 hatte das Schweizer Boot mit Willy Brüderlin, Max Rudolf, Paul Rudolf und Hans Walter sowie Steuermann Paul Staub die olympische Goldmedaille gewonnen, nachdem das Boot zuvor bereits Europameister geworden war. Bei den Europameisterschaften 1921 in Amsterdam sass Émile Albrecht für Hans Walter im Boot und gewann zusammen mit Brüderlin und den Rudolf-Brüdern den Titel, der Name des Steuermanns ist nicht bekannt. Bei den Europameisterschaften 1923 in Como siegten Émile Albrecht, Richard Frey, Alfred Probst, Eugen Sigg und Hans Steiger im Vierer mit Steuermann.
Bei den Olympischen Spielen 1924 auf der Seine bei Argenteuil erkämpften Émile Albrecht, Alfred Probst, Eugen Sigg und Hans Walter die Bronzemedaille im Vierer ohne Steuermann. Im Vierer mit Steuermann steuerte Fritz Loosli die vier Ruderer in den Final, für Loosli sass dann Émile Lachapelle im Boot, das die Goldmedaille gewann.
Albrecht startete für den Rowing-Club Lausanne.